# かにぱん
かにぱんは、日本の菓子製造業である三立製菓（静岡県浜松市中央区）で製造されているパン。ロングセラーの「源氏パイ」、駄菓子の定番「チョコバット」などと並ぶ三立製菓の看板商品であり、1974年（昭和49年）に発売されて以来、40年以上にわたって人気を博しているロングセラー商品である。その名の通りカニの形をしていることが名の由来である。表面の溝を伝って、部分ごとにちぎって様々な形にできることも特徴の一つで、食育教室「かにぱん教室」が開催されるなど、知育菓子としても推奨されている。また保存性の高さから、災害時の備蓄品としても人気がある。

## 沿革

### 前身
浜松では大正期から昭和にかけて氷砂糖が地場産業とされており、三立製菓は昭和初期に、氷砂糖を応用したビスケットを主力商品としていた。1937年（昭和12年）に、三立製菓は大日本帝国陸軍から軍用の携行食の製造を要請され、ビスケットの製造設備を利用して、乾パンを製造した。これが、後に災害時の非常食として知られる三立製菓の「カンパン」である。
さらに三立製菓はその技術を応用して、菓子パンの製造に乗り出した。1959年（昭和34年）、「サンリツパン」が発売された。このパンは糖分が多く、そのまま食べても美味と評判であり、大ヒット商品となった。また三立製菓は乾パンをルーツに持つことから、サンリツパンは製造当初より、日持ちがするという強みがあった。物流が発達していなかった当時、保存性の高いパンは販売店に広く受け入れられ、販路が拡大された。日持ちが良いので食料品店にも重宝され、レジャー施設の売店や映画館、プール、野球場などでも販売された。
サンリツパンは座布団を3枚重ねたような形であったが、時代に合わせてサンリツパンをもとにして、様々な形のパンが製造された。1971年（昭和46年）には当時人気であったボウリングのピンを象った「ストライクパン」、翌1972年（昭和47年）には日本に初めて来たパンダのカンカンとランランを記念して「ランランカンカンぱん」など、世相を反映したものもあった。他にもウサギ型の「うさぎぱん」、サッカーボール型の「サッカー大好き」、タイ型の「まめったい」、タコ型、当時の人気の動物としてコアラ型などもあった。資料が残っていないために明確ではないが、発売から約10年間にかけては複数の種類を販売していたという。

### かにぱんの誕生
そうした様々な形のパンの一つとして、1974年（昭和49年）に「かにぱん」が発売された。カニというモチーフは、誰にでもわかりやすく、親しみが持てるキャラクターとして選ばれた。他の種類に比べて人気があったため、カニの形にしぼって販売するようになった。かにぱんが特に人気があった理由は、いくつかの理由が考えられている。
- 食べやすさ、ちぎりやすさ
  - 筋にそってちぎることができ、食べやすい[3][13]。カニは特に関節が多い生物のため、切れ込みが入れやすく、分解しやすい[12]。
  - ちぎった大きさが、他のパンより食べやすい[11]。
  - パンダやコアラなどは、手足を分解することに抵抗がありえるが、カニは実物を食べるときにも分解するので、抵抗がない[12]。
- カニというモチーフ
  - カニの形がかわいらしい[3][16]。
  - カニという生き物が、日本人にとってなじみ深い[7]。
- 製造上の理由
  - 形が限りなく長方形に近いために、生地を型抜きする際に食品ロスが少ない[8]。
  - 切れ込みのために火が抜けやすくて、焼きむらができにくい[8]。

2004年（平成16年）には、かにぱん開発から40周年の記念として、後述のように、かにぱんを親子で楽しみながら食べることができる商品として、「かにぱんを通じて親子のコミュニケーションを大切にしたい」という三立製菓の考えから、親子でコミュニケーションが取れる絵本「かにぱんオリジナル絵本 うみのおみせやさん」が、抽選で購入者に当選するキャンペーンが実施された。
2020年（令和2年）には、三立製菓の製造設備の更新のため、かにぱんや関連商品の出荷を一時停止することが発表された。長年にわたって親しまれた商品が消えることで、愛好家からはSNSで悲嘆の声が寄せられたが、同2020年9月以降に順次、製造が再開された。

## 特徴
ほのかな甘味、シンプルなための飽きの来ない味、独特の食感、口溶けの良さが特徴である。原材料にカニは入っておらず、カニ味でもない。1袋に2枚にパンが入っているが、友達や家族と分けられる、満足感などの理由である。これは、発売当初からずっと変更されていない。
味は需要に合わせて少しずつ変更されており、最低でも2年に1回は細かな改善が繰り返されている。たとえば2018年（平成30年）7月には健康ブームに伴い、10年以上なかった大きな変化として、生地に乳酸菌が入れられた。消費者から「ミニサイズは袋の方が売れる」との意見があったときも、すぐに商品化された。消費者や販売問屋などからの意見、要望は、多いときには月に200件以上も集めて、商品の改良のために用いている。このように消費者の意見を即座に取り入れて、要望や不満を反映して改良することが、ロングセラーの理由の一つとなっている。その一方で、卵アレルギーの消費者を考慮して原材料に卵を使用しないなど、時代を経ても変更しない点もある。
日持ちがするという反面、口に入れたときに水分が少なく感じることが欠点とする意見、飲み物がないとむせてしまいそう、とする意見もある。そのため、保存性を損なわないように、味を改善することが課題の一つに挙げられている。

## 賞味期限
かにぱんのルーツであるサンリツパンが、先述の通り保存性の高かったことと同様に、かにぱんもまた、賞味期限が45日と、長めであることが特長の一つである。一般的なパンの賞味期限は約1週間であるため、かにぱんの賞味期限はその6倍以上になる。これは、衛生的に管理されたクリーンルームで包装されていることと、水分が他のパンよりも低いために雑菌の増殖を抑えられることによる。また、一般的な雑菌の生育因子である酸素を減らす工夫もされている。二酸化炭素を袋に充填し、酸素が10パーセント以下となるようにしているため、静菌作用が発揮されて、賞味期限を延ばすことが可能となっている。
この保存性の高さから、2018年（平成30年）頃からは災害時の備蓄品としても見直され、売上が伸びている。同2018年6月に関西地方を襲った大阪府北部地震の後にも、発注が増加した。翌2019年（令和元年）10月に令和元年東日本台風で、日本各地で甚大な被害があった後も、国民の間で防災意識が高まっていることに便乗したかたちで、かにぱんを賞味期限の長いパンとして防災非常袋に入れる食料へのおすすめとして、コンビニエンスストアで大量にかにぱんが大量に並び、パン売場の半分を占めている光景が、タレントの花田虎上のブログで報じられた。1か月以上の賞味期限を持つパンを、スーパーやコンビニで容易に購入できることから、家庭に買い置きしておけば、そのまま非常食になるとして、防災グッズの一つとして勧める意見もある。

## 知育菓子として
2000年（平成12年）頃より、かにぱんのパッケージには、かにぱんの表面の割れ目に沿って、各部をちぎって、生物や機械など様々な形を作ることが紹介されており、かにぱんが知育菓子であることがアピールされている。一部の販売客の間で「こんな楽しみ方ができる」と話題となり、地方局のテレビで取り上げられたのがきっかけであり、担当者の間で考えたもの、販売客から提案されたものが紹介されている。
パンの表面の割れ目は、本来はちぎることを意図したものではなく、焼きむらを防ぐための工夫である。元々あったビスケット、クッキーの製造ラインで始めたことで、結果的にちぎることができるパンになったと見られており、偶然の産物と言える。
三立製菓では、ちぎったパンを組み合わせて自由に形を作ることは、創造力の養成に効果があるとして、親子向けのちぎり方を教えるなど新たな試みも始め、普及を図っている。公式ウェブサイトにも、特設サイトとして「ちぎってかにぱん」が設置されて、「ちいさないきもの」「どうぶつ」「きかい」といったカテゴリがあり、かにぱんを使って動物などの生物、器物などの形を作ることができることが紹介されている。公式サイトやパッケージの紹介されている作例は、20種類以上に及ぶ。
三立製菓の公式サイトをもとにした「ちぎってかにぱん」の作例
- 「とんぼ」
- 「ペンギン」
- 「ロボット」

2010年代半ばには、かにぱんをちぎって遊ぶことがTwitterでも話題になり、消費者がちぎり方が載ったパッケージを投稿したところ、「いいね」は3万件以上、リツイートは2万6千件以上に上り、「面白い」「その形は厳しいかも…」など、多くの感想が寄せられた。
2015年（平成27年）には、かにぱんのちぎり方を紹介する曲「かにぱんのうた」が製作されて、YouTubeで紹介されている。
翌2016年（平成28年）からは、子育てサークルや幼稚園などを対象にした食育教室「かにぱん教室」が開始されており、広報担当の女性社員「かにぱんお姉さん」が、かにパンをちぎって遊ぶことを児童たちに教えている。親子向けに、かにぱんをちぎって様々な形を作って楽しむことを教えると共に、母親向けには、かにぱんをアレンジした調理法も紹介している。新型コロナウイルス感染症の影響でイベントが自粛されるまで、2020年3月までの開催回数は延べ300回を記録した。
2022年（令和4年）には、株式会社medibaと株式会社ORSによる子供向けOマネー学習アプリ「まねぶー」のアプリ内店舗に、三立製菓がアプリ内出店を開始し、かにぱんの組み換えを取り入れた「かにぱんパズル」などが提供されている。

## バリエーション
2004年（平成16年）には、カニの形はそのままで、大きさが約3分の1の「ミニかにぱん」が登場した。「小さな子供でも食べやすい」として、人気商品となった。2005年（平成17年）には、ミニかにぱんをチョコレートでコーティングした「ミニかにぱんチョコ」、2009年（平成21年）には、チーズを練り込んだ「かにかにキッズ」が販売された。
「かにぱんチョコ」は、チョコレートが溶けてしまうという理由から、4月から8月の期間は販売を行っていなかったが、2014年（平成26年）には、開発から40周年を迎えること、また「夏でも楽しめるかにぱん商品を作ってほしい」という消費者からの要望があったことから、パンの生地に生地にチョコレートとココアを練り込んだ新商品「ミニかにぱんブラック」が、ファミリーマート限定で販売された。40周年記念商品の企画は2013年（平成25年）頃から進められており、子供がチョコレート味を最も好むことも、発売の理由の一つとなった。黒味の強いブラックココアにより真っ黒なパンとなったこと、新商品をアピールするための金色のパッケージも特徴的であった。
2022年（令和4年）には、メロンパン風味の素材を織り込んだ「ミニかにぱんメロン風味」が、期間限定で販売された。

## コラボレーション商品
2019年（平成31年）1月、ファストフードチェーン店のロッテリアとのコラボレーション商品として、「かにぱんと紅ずわいがにのクリーミーコロッケバーガー」が、全国のロッテリアで数量限定で販売された。ロッテリアには以前から、40年間にわたる人気レギュラー商品として「エビバーガー」があったことから、同じく40年間にわたるロングセラー商品のかにぱんのメーカーである三立製菓と、海鮮系のコラボレーション企画として共同開発されたもので、ズワイガニを主材料としたパテを、かにぱんで挟んで作られた。
客からは「懐かしい味」や「かわいらしい」と好評であり、静岡県内では販売から1週間もせずに、完売した店舗が続出した。全国の店舗での完売最速は「MEGAドン・キホーテ浜松可美店」、2位は「浜松幸店」、3位は「静岡東千代田店」と、1位から3位まで全てが静岡県内であった。
販売開始当初は、2019年2月中旬までの販売予定であったが、客たちからは「もう一度食べたい」「間に合わなかった」などの声があったことで、三立製菓が本社を置く浜松を中心に、静岡県内限定での再販が決定、同2019年7月1日、浜松2店舗を含む静岡県内のロッテリア7店舗限定で、販売が再開された。当初は10月上旬まで販売予定であったが、同2019年10月の消費税の増税の影響が考慮されたことから、最終的に9月末で販売が終了された。